# Émilienne Mukansoro
Émilienne Mukansoro, née au Rwanda en 1967, psychothérapeute rwandaise, organise et anime des thérapies de groupe consécutives au génocide de 1994, dans sa maison de Mushubati.

## Biographie
Elle est née en 1967, fille d’un instituteur. En 1994, lorsque le génocide commence, elle est elle-même institutrice, et doit se cacher. Ses parents et huit de ses frères et sœurs sont assassinés,,.
Après le génocide, elle ne reprend pas son travail d’institutrice mais aide son mari commerçant.
Au début des années 2000, le gouvernement rwandais lance un important travail de dialogue et de réconciliation, et organise également des tribunaux communautaires villageois, les gacacas, pour que les victimes rescapées puissent témoigner et constater qu'une action de justice est en cours. Elle devient conseillère en traumatisme pour l’association Ibuka, avec comme rôle de soutenir les femmes rescapées, appelées à témoigner pendant les procédures de justice, dans les villages, ayant perdu leurs proches, victimes bien souvent de viols et à ce titre stigmatisées quelquefois par leur communauté,. 
Elle rencontre Naasson Munyandamutsa, l’un des premiers psychiatres rwandais et un acteur central des soins en maladie mentale consécutifs au génocide,. Avec l’aide de Naasson Munyandamutsa, elle imagine de constituer et d’animer bénévolement des groupes de paroles pour les victimes survivantes,, et lance ce projet en 2012. « Nous avons lancé ce projet en 2012 avec le regretté Dr Naasson Munyandamutsa, en tant que travailleurs sociaux, nous avons pensé qu'il valait mieux s'occuper du bien-être psychologique des survivants, car ils avaient besoin de retrouver leur stabilité émotionnelle plus que tout ». « J’avais découvert à quel point il est important de se sentir écouté par des personnes ayant vécu la même chose que soi. Face à l’horreur, le groupe materne les participants. Partagée, la souffrance devient plus légère », explique-t-elle encore. Naasson Munyandamutsa meurt en 2016. Elle continue son action et organise également des thérapies pour les bourreaux.